# Agnès de La Barre de Nanteuil
Pour les articles homonymes, voir De La Barre.
Pour les autres membres de la famille, voir Famille de La Barre de Nanteuil.
Agnès de La Barre de Nanteuil, née le 17 septembre 1922 à Neuilly-sur-Seine et morte le 13 août 1944 à Paray-le-Monial, est une résistante française.

## Biographie

### Jeunesse engagée en temps de paix
Agnès, Louise, Claude, Marie, Joseph de La Barre de Nanteuil est la fille aînée de Gabriel de La Barre de Nanteuil (1891-1942) et de son épouse Sabine Cochin (1899-1972), d’une lignée d’élus parisiens et du Nord, députés et ministres.
Elle grandit à Paris et en Bretagne, dans le château de Runiac à Theix, où sa famille s’installe en 1937. Elle s’engage aussi dans différents mouvements catholiques et de jeunesse : cheftaine de louveteaux parmi les guides de France, elle est également membre de l’Action catholique et de la jeunesse étudiante chrétienne.

### Jeunesse engagée en temps de guerre
Après la défaite de la France, son père s’engage dans la Résistance et noue des contacts avec Libération-Nord dès 1940. L’année suivante, Agnès de La Barre de Nanteuil participe à une filière d’accueil et d’évasion d’aviateurs anglais fondée par sa mère, Sabine Cochin, qui aide à exfiltrer vingt à trente aviateurs alliés, cachés à la campagne et envoyés en Angleterre. En 1942, sous le nom de Claude, elle devient l’agent de liaison du capitaine de frégate Paul Chenailler, futur compagnon de la Libération. Là, assurant notamment la liaison entre celui qui répondait au nom de « colonel Morice » et le général Audibert, réfugié à la clinique des Augustines de Malestroit, elle travaille également pour le deuxième bureau de l’État-major départemental de l’Armée Secrète.

### L'engagement jusqu’au bout
Le 13 mars 1944, elle est arrêtée au domicile familial par les membres du service de sécurité allemand, sur dénonciation. Emprisonnée à Vannes, Agnès est mise entre les mains de la gestapo de Rennes et torturée. Elle est ensuite déportée dans le train de Langeais au départ de Rennes (convoi I.302). Ce convoi de deux mille personnes étant mitraillé par un assaut de l'aviation alliée, Agnès est blessée et meurt bientôt des suites de cette blessure, à moins de vingt-deux ans, en gare de Paray-le-Monial,.
Elle est inhumée à Vannes au cimetière de Boismoreau.

## Distinctions
- Chevalier de la Légion d'honneur (décret du 25 octobre 1950)[7]
- Médaille de la Résistance française (décret du 24 avril 1946)[8],[9] remise par le général de Gaulle à son frère Benoît (1929-2009)
- Citée à l’ordre de la 11e région :

« Secrétaire et agent de liaison du commandement départemental du Morbihan, Agnès de La Barre de Nanteuil assura les liaisons les plus périlleuses. Dénoncée et torturée par la Gestapo, elle garda héroïquement le silence. Tuée au cours de son transfert en Allemagne, elle fit montre d’une foi patriotique dont ses compagnons FFI et FTP garderont le souvenir. »

- Morte pour la France
- Nommée au grade de sous-lieutenant (JO du 15 mai 1947 pour prendre rang du 1er juin 1944)[10]

## Hommages
Nommée marraine de la XXVIe promotion de l'École militaire du corps technique et administratif de Saint-Cyr Coëtquidan (2002-2003), elle est, avec Jeanne d'Arc et sainte Odile, une des rares femmes à avoir donné son nom à une promotion de cette école d'officiers.
Le 15 décembre 2016, la 206e Session régionale de l'Institut des hautes études de Défense nationale choisit Agnès de Nanteuil pour marraine de promotion,.